# Nature Chemistry
Nature Chemistry (nach ISO 4 abgekürzt Nat. Chem.) ist eine wissenschaftliche Fachzeitschrift, die von der Nature Research herausgegeben wird. Die Erstausgabe erschien im April 2009. Derzeit werden zwölf Ausgaben im Jahr publiziert. Die Zeitschrift veröffentlicht Artikel aus allen Bereichen der Chemie (analytische, anorganische, organische und physikalische Chemie).
Der Impact Factor des Journals lag im Jahr 2018 bei 23,193, der fünfjährige Impact Factor bei 27,346. Nach der Statistik des ISI Web of Knowledge wurde das Journal 2014 in der Kategorie multidisziplinäre Chemie an vierter Stelle von 166 Zeitschriften geführt.
Gavin Armstrong ist seit 2022 Chefherausgeber, er folgte Stuart Cantrill.